# Strawn, Texas
Strawn är en ort i Palo Pinto County i Texas. Vid 2010 års folkräkning hade Strawn 653 invånare.